# Фибринолиз
Фибрино́лиз (от фибрин + др.-греч. λύσις «разложение») — процесс растворения тромбов и сгустков крови, неотъемлемая часть системы гемостаза, всегда сопровождающая процесс свёртывания крови. Является важной защитной реакцией организма и предотвращает закупорку кровеносных сосудов сгустками фибрина. Также фибринолиз способствует реканализации сосудов после прекращения кровотечения.
Включает в себя расщепление фибрина под воздействием плазмина, присутствующего в плазме крови в виде неактивного предшественника — плазминогена. Последний активируется одновременно с началом процесса свертывания крови.
Огромный вклад в изучение неферментативного и ферментативного фибринолиза в норме и при патологии внесли учёные из Московского государственного университета им. М.В. Ломоносова: коллективы двух лабораторий кафедры физиологии человека и животных биологического факультета МГУ под руководством профессоров Б. А. Кудряшова и Г. В. Андреенко.
Исследования фибринолиза при различных нозологиях, начатые в Московском университете ещё в 1930-е годы, предвосхитили развитие отечественной трансляционной медицины, так как проводились биохимиками и куагулологами МГУ в тесном сотрудничестве с московскими клиниками и медицинскими центрами, с такими известными врачами, как, например, академик Е. И.  Чазов. Научные открытия немедленно внедрялись в лечебную практику.
В 1972 году Г. В. Андреенко создала дочернюю от лаборатории физиологии и биохимии свёртывания крови проф. Б. А. Кудряшова (который первым исследовал и описал неферментативный фибринолиз) — свою собственную лабораторию ферментативного фибринолиза для поиска средств, способных защитить организм от тромбообразования, изучения роли фибринолиза в патогенезе сердечно-сосудистых и многих других заболеваний.

## Внутренний и внешний путь активизации

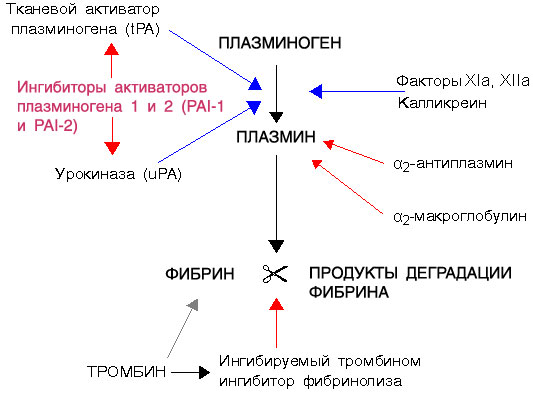
Схема фибринолиза. Синие стрелки — стимуляция; красные стрелки — подавление

Фибринолиз, как  процесс растворения тромба, протекает по внешнему или внутреннему механизму. Внешний путь активации осуществляется при неотъемлемом участии тканевых активаторов, синтезирующихся преимущественно в эндотелии сосудов. К данным активаторам относят тканевый активатор плазминогена (ТАП) и урокиназу.
Внутренний механизм активации осуществляется благодаря плазменным активаторам и активаторами форменных элементов крови — лейкоцитов, тромбоцитов и эритроцитов.  Внутренний механизм активации разделяют на Хагеман-зависимый и Хагеман-независимый. Хагеман-зависимый фибринолиз происходит под влиянием фактора XIIа свертывания крови, калликреина, которые вызывают превращение плазминогена в плазмин. 
Хагеман-зависимый фибринолиз происходит наиболее быстро и носит срочный характер. Его основным назначением является очищение сосудистого русла от нестабилизированного фибрина, который образуется в процессе внутрисосудистого свертывания крови.
Хагеман-независимый  — осуществляется под влиянием протеинов C и S

## Ингибирование фибринолиза
Фибринолитическая активность крови во многом определяется именно соотношением ингибиторов и активаторов процесса фибринолиза.
В плазме крови находятся также ингибиторы фибринолиза, подавляющие его. Одним из важнейших таких ингибиторов являются α2-антиплазмин, который вызывает связывание плазмина, трипсина, калликреина, урокиназы, тканевой активатор плазминогена. Таким образом препятствуя процессу фибринолиза на его ранних и на поздних стадиях. Сильным ингибитором плазмина является также α1-протеазный ингибитор. Также фибринолиз тормозится альфа2-макроглобулином, C1-протеазным ингибитором,и целым рядом ингибиторов активатора плазминогена, вырабатываемых в эндотелии, а также фибробластами, макрофагами и моноцитами.

## Регуляция фибринолиза
Между процессами свертывания крови и фибринолизом в организме поддерживается равновесие.
Усиление фибринолиза обусловлено повышением тонуса симпатической нервной системы и поступлением в кровь адреналина и норадреналина. Это вызывает активацию фактора Хагемана, что запускает внешний и внутренний механизмы продукции протромбиназы, а также стимулирует Хагеман-зависимый фибринолиз. Из эндотелия также происходит выделение тканевого активатора плазминогена и урокиназы, стимулирующих процесс фибринолиза.
При повышении тонуса парасимпатической нервной системы наблюдаются также ускорение свертывания крови и стимуляция процесса фибринолиза.
Основным эфферентным регулятором процессов свертывания крови и фибринолиза является сосудистая стенка.